# 엔마치역
엔마치역(일본어: 円町駅, えんまちえき 엔마치에키[*])은 일본 교토부 교토시 나카교구에 있는 서일본 여객철도 산인 본선의 철도역이다.

## 개요 및 역 구조
1면 2선의 섬식 승강장이 있는 고가역이다. 개찰구는 지상에, 승강장은 2층에 있다. 지상과 플랫폼은 엘리베이터, 상행 에스컬레이터와 계단으로 연결되어있다. 승강장 중앙에서 서쪽으로 대합실이 있다. 역사에의 출입구는 남북에 각각 하나, 고가 밑 통로를 마주보고 있는 동측에 설치되어 있다. 화창실은 개찰 구내 지상 서측에 있으며 휠체어 대응의 수세식 화장실이다.
건물 구조는 인근의 니조 역, 하나조노 역과 비슷하다.
ICOCA (상호 이용 가능한 IC 카드 포함), J스루 카드 등을 이용할 수 있다.

### 승강장
↑ 교토 방면
| １２ |
소노베 방면↓
| 1 | ■ 사가노 선 (상행) | 니조 · 교토 방면                        |
| 2 | ■ 사가노 선 (하행) | 사가아라시야마 · 가메오카 · 소노베 방면 |

## 역세권 정보
마루타 도오리가 역 북측을 동서방향으로 잇고 있으며, 역의 동쪽의 엔마치 교차점에서 니시오지 도오리와 교차한다. 주변은 주택이 밀집하고 있으며, 도오리 연선에는 엔엔 타운 등의 상점가도 위치하고 있다.
인근에는 교토 부립 체육관, 교토 시 중앙 도서관, 교토 지방 기상대나 학교 등의 교육·관측 시설도 위치하고 있다.

## 승차량 변동
| 연도      | 승차량 | 승차량 | 승차량 | 승차량 | 승차량 | 승차량 | 승차량 | 승차량 | 비고  |
| 연도      | 2000년 | 2001년 | 2002년 | 2003년 | 2004년 | 2005년 | 2006년 | 2007년 | 비고  |
| --------- | ------ | ------ | ------ | ------ | ------ | ------ | ------ | ------ | ----- |
| JR 서일본 | 1760   | 4865   | 5895   | 6643   | 6877   | 7043   | 6997   | 6848   | [ 1 ] |

## 역사
- 2000년 9월 23일 - 니조 ~ 하나조노 간 복선화와 동시에 개업.
- 2001년 4월 2일 - 상행 쾌속 3편 정차.
- 2002년 3월 23일 - 쾌속 종일 정차.

## 인접역 정보
| 서일본 여객철도 산인 본선 | 서일본 여객철도 산인 본선 | 서일본 여객철도 산인 본선  |
| ------------------------- | ------------------------- | -------------------------- |
| 니조 교토 방면            | ■ 사가노 선 쾌속          | 사가아라시야마 소노베 방면 |
| 니조 교토 방면            | ■ 사가노 선 보통          | 하나조노 소노베 방면       |